# Andrian Semjonowitsch Masaraki

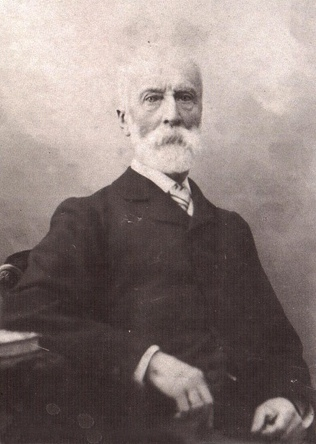
Andrian Semjonowitsch Masaraki (1905)

Andrian Semjonowitsch Masaraki (russisch Андриан Семенович Мазараки; * 18. Augustjul. / 30. August 1835greg. in Woronesch; † 4. Januar 1906 in Nizza) war ein russischer Offizier, Pianist und Mäzen.

## Leben
Masaraki stammte aus einer alten wohlhabenden Adelsfamilie polnischer Herkunft. Er war Sohn des Artilleriegeneralleutnants und Waffenfabrikanten Semjon Semjonowitsch Masaraki und Enkel des Staatsrats und Publizisten Ilja Nikolajewitsch Debolzew. Masaraki wurde 1850 in das Pagenkorps aufgenommen. 1953 wurde er zum Kammerpagen und 1854 zum Praporschtschik im Semjonowskoje-Leibgarderegiment befördert. Während des Krimkrieges gehörte er 1854 und 1855 zu den Truppen, die die Küsten St. Petersburgs zu schützen hatten.
1858 nahm Masaraki seinen Abschied als Porutschik und trat in den Zivildienst ein als Titularrat für besondere Aufgaben bei den Kanzleien des Kaukasus-Komitees und des Sibirien-Komitees. 1864 schied er aus dem Dienst.
Masaraki war als Pianist bekannt. In Woronesch gründete er 1868 die Woronesch-Abteilung der Kaiserlich-Russischen Musikgesellschaft und gehörte ihrem Direktorium bis 1872 an. 1869 richtete er dort eine frei zugängliche Musikschule ein. In Konzerten wirkte er als Pianist und Geiger mit. Er war mit Anton und Nikolai Rubinstein befreundet.
Masaraki verließ Woronesch, um sich auf seinem Landsitz in Chworostjanka bei Dobrinka (Lipezk) niederzulassen. Die bis dahin von ihm unterstützte Musikgesellschaft in Woronesch löste sich wegen der nun fehlenden Mittel auf. In Chworostjanka übernahm er das Amt des Ehrenfriedensrichters. Er kümmerte sich um seine Bauern, half ihnen bei Hungersnöten und sorgte für medizinische Hilfe während der Cholera-Epidemie. Bei ihm wuchs seine Enkelin Nadeschda auf, die er am Klavier ausbildete und so für das Studium am Moskauer Konservatorium vorbereitete.
Masasraki wurde auf dem Cimetière russe de Caucade in Nizza begraben.